# Ove Joensen

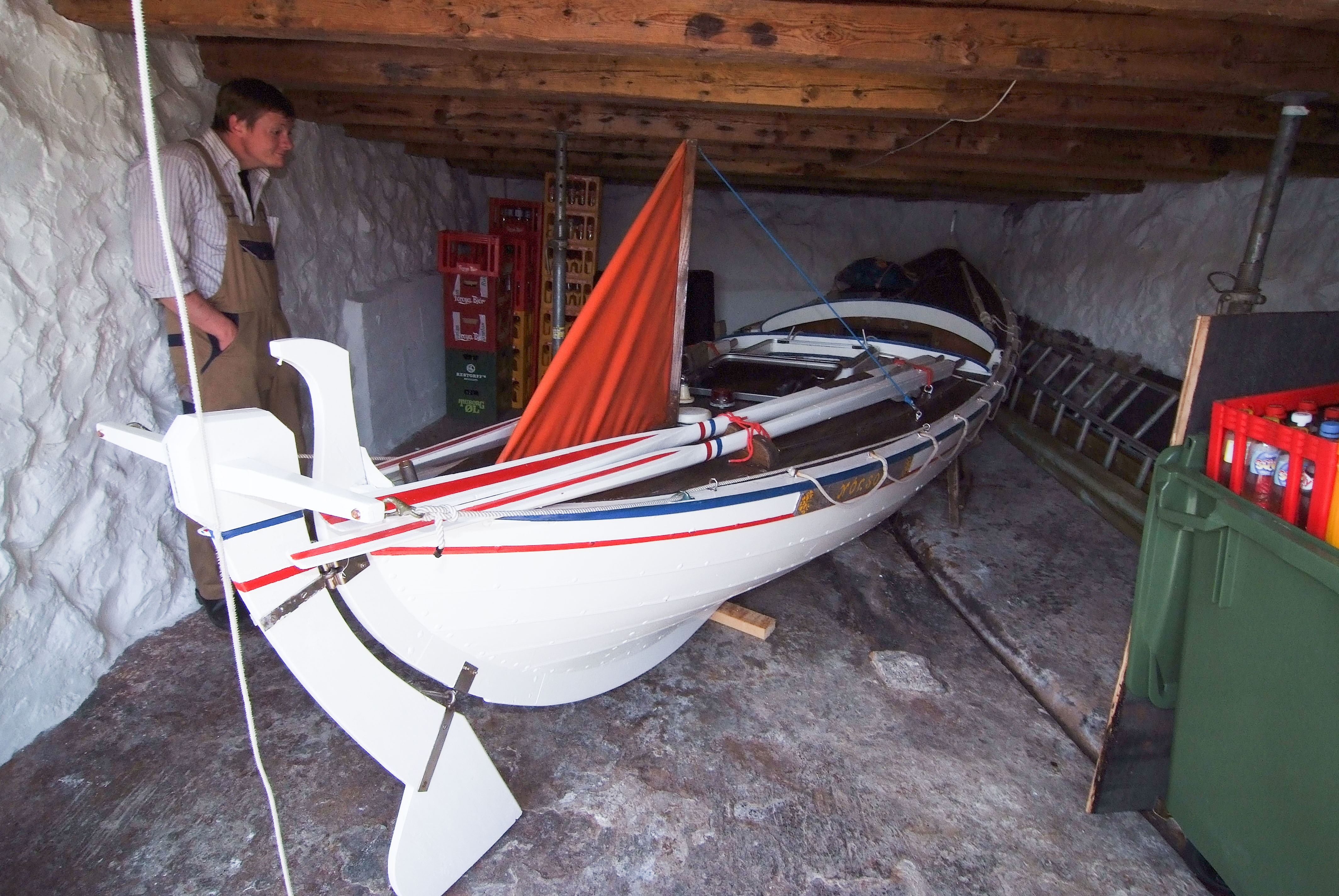
Ove Joensens Färöboot „Diana Victoria“ in Nólsoy (Mai 2008).

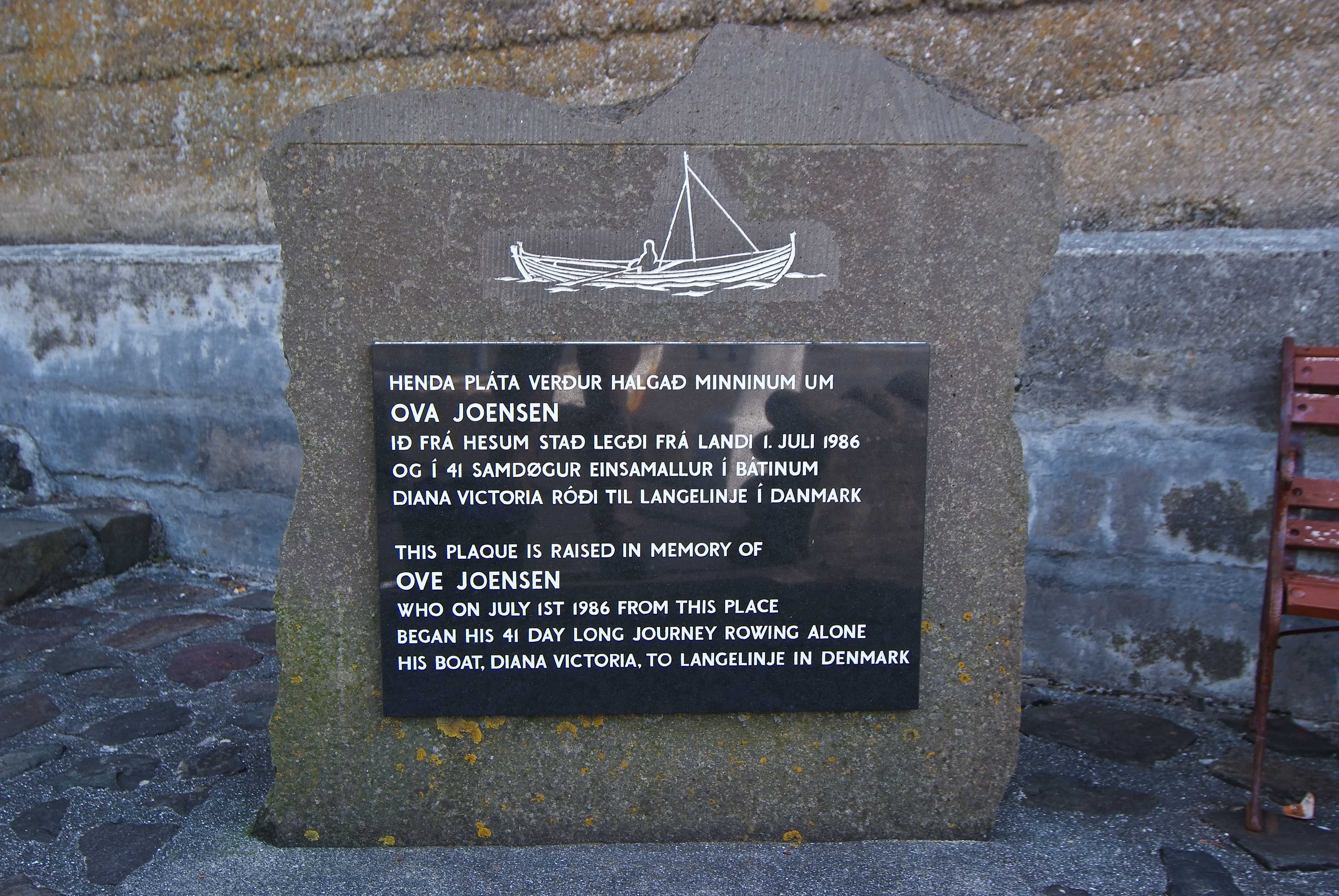
Gedenkstein für Joensen in Nólsoy.

Ove Joensen (* 3. Dezember 1948 in Tórshavn, Färöer; † 26. November 1987 im Skálafjørður) war ein färöischer Abenteurer und gilt als Ruderlegende.
Joensen fuhr seit frühester Jugend zu See. Bereits als 12-Jähriger hatte er sich ein eigenes Färöboot erspart, mit dem er zwischen Nólsoy und Tórshavn hin und her fuhr. Ohne höhere Schulbildung trat er später den Dienst auf dem dänischen Segelschulschiff Danmark an. Bereits nach der ersten Tour wurde er zum Quartiermeister befördert, und im Alter von 21 Jahren wurde er der jüngste Bootsmann aller Zeiten auf einem dänischen Schulschiff.
Joensen wurde dadurch bekannt, dass er in dem von Hanus Jensen gebauten Färöboot Diana Victoria ganz allein von den Färöern bis nach Kopenhagen ruderte. Den ersten Versuch vom 21. Juli 1984 musste er abbrechen, und es folgten weitere abgebrochene Versuche. Am 1. Juli 1986 stach er von Nólsoy aus in See und erreichte am 11. August schließlich Kopenhagen, wo er von Tausenden Menschen begeistert empfangen wurde. Die Strecke beträgt etwa 900 Seemeilen (1700 km), und Ove Joensen schaffte sie in 41 Tagen. In Dänemark heißt er seitdem Ro-Ove („Ruder-Ove“).
Ove Joensen ertrank 38-jährig, als er abends bei gutem Wetter mit seinem Boot Diana Victoria allein auf dem Fjord Skálafjørður ruderte und aus ungeklärter Ursache über Bord ging.
Ove Joensen zu Ehren wird jedes Jahr Anfang/Mitte August auf Nólsoy ein Volksfest, die Ovastevna („Ove-Treffen“), abgehalten. Sein Boot befindet sich in Nólsoy, wo auch ein Gedenkstein an ihn erinnert.